# Antônio da Cunha Resende
Antônio da Cunha Resende (Itapecerica, 26 de junho de 1937 - ?, 27 de janeiro de 2005), conhecido como Ninico Resende, foi um político brasileiro do estado de Minas Gerais.
Nascido na localidade de Camacho (na época, um distrito de Itapecerica), Ninico Resende foi vereador de Formiga por duas legislaturas consecutivas (1971 a 1977) e prefeito do mesmo município no mandato de 1977 a 1983.

Atuou também como deputado estadual na Assembleia Mineira durante a 11ª legislatura (1987 - 1991).